# Yuri van Gelder
Yuri van Gelder (ur. 20 kwietnia 1983 w Waalwijk) – holenderski gimnastyk sportowy, specjalizujący się w ćwiczeniach na kółkach. Ze względu na osiągnięcia gimnastyczne w konkurencji ćwiczeń na kółkach nadano mu przydomek Lord of the Rings w popkulturowym odniesieniu do franczyzy pt. „Władca Pierścieni”.

## Kariera sportowa
Van Gelder jest trzykrotnym złotym medalistą mistrzostw Europy w gimnastyce sportowej (ćwiczenia na kółkach; 2004, 2008, 2009), a także złotym, srebrnym i brązowym medalistą mistrzostw świata w gimnastyce sportowej, również w konkurencji ćwiczeń na kółkach (2005, 2006 i 2007). Wybrany najlepszym sportowcem Holandii za 2005 rok. Członek klubu sportowego „Flik-Flak 's-Hertogenbosch”.

## Zawieszenia i kary
13 lipca 2009 do wiadomości publicznej podana została informacja, iż testy dopingowe przeprowadzone podczas Mistrzostw Holandii w Rotterdamie w czerwcu 2009 r. wykazały stosowanie przez niego środków dopingujących. Sportowiec przyznał się, że zażył kokainę na trzy dni przed mistrzostwami. Van Gelder został na dwa lata zawieszony przez Holenderską Unię Gimnastyczną, która ponadto zobligowała go do zwrócenia zdobytego na mistrzostwach złotego medalu.
Podczas Letnich Igrzysk Olimpijskich 2016 w Rio de Janeiro dotarł do finału konkurencji ćwiczeń na kółkach. Na tydzień przed zawodami finałowymi został dyscyplinarnie usunięty z drużyny Holandii ze względu na to, że nie powrócił do wioski olimpijskiej, nadużywając alkoholu i uczestnicząc w imprezie. Po tym wydarzeniu holenderskie media sparafrazowały jego pseudonim, zmieniając go na Lord of the Drinks.